# Kuwejt na Mistrzostwach Świata w Lekkoatletyce 2011
Kuwejt na Mistrzostwach Świata w Lekkoatletyce 2011 – reprezentacja Kuwejtu podczas czempionatu w Daegu liczyła 2 zawodników.

## Występy reprezentantów Kuwejtu

### Mężczyźni

#### Konkurencje biegowe
| Konkurencja   | Zawodnik          | Runda 1  | Runda 1 | Runda 2  | Runda 2 | Półfinał | Półfinał | Finał    | Finał   |
| Konkurencja   | Zawodnik          | Rezultat | Pozycja | Rezultat | Pozycja | Rezultat | Pozycja  | Rezultat | Pozycja |
| ------------- | ----------------- | -------- | ------- | -------- | ------- | -------- | -------- | -------- | ------- |
| Bieg na 800 m | Mohammad Al-Azemi |          |         | 1:46,64  | 14 q    | DNF      | DNF      |          |         |

#### Konkurencje techniczne
| Konkurencja | Zawodnik               | Eliminacje | Eliminacje | Finał    | Finał   |
| Konkurencja | Zawodnik               | Rezultat   | Pozycja    | Rezultat | Pozycja |
| ----------- | ---------------------- | ---------- | ---------- | -------- | ------- |
| Rzut młotem | Ali Mohamed Al-Zinkawi | 75,35 m    | 13         |          |         |